# 스즈키 노부유키 (배우)
스즈키 노부유키(일본어: 鈴木 伸之, 1992년 10월 14일 ~ )는 일본의 배우이다.
가나가와현 출신. LDH 소속.

## 내력
2010년 2월부터 열린 〈VOCAL BATTLE AUDITION 2〉에 참가하지만 2차 심사에서 낙선한다. 8월부터 열린 〈제3회 극단 EXILE 오디션〉에 합격해 배우로서 활동하기 시작한다.

## 출연

### 드라마
- 비바 BLUES (2011년 7월 ~ 9월, 닛폰 TV) - 토구치 죠이치로 역
- 해적전대 고카이저 제39화 (2011년 11월 20일, TV 아사히) - 농구부원 역
- 13세의 헬로 워크 제4화 (2012년 2월 3일, TV 아사히)
- 앗코와 우리가 살았던 여름 (2014년 4월 14일 ~ 21일, NHK) - 하루히코 역
- GTO (2012년 7월 ~ 9월, 칸사이 TV) - 쿠사노 타다아키 역
  - 가을 스페셜 (2012년 10월 2일)
  - 정월 스페셜 (2013년 1월 2일)
  - 졸업 스페셜 (2013년 4월 2일)
- 슈가리스 (2012년 10월 ~ 12월, 닛폰 TV) - 마루모 타이지 역
- 날씨 언니 (2013년 4월 ~ 6월, TV 아사히) - 나카지마 역
- 태양의 덫 제2화 (2013년 12월 7일, NHK)
- 루즈벨트 게임 (2014년 4월 6일, TBS) - 키사라기 카즈마 역
- 수구 양키스 (2014년 7월 ~ 9월, 후지 TV) - 고다 고 역
- 대하드라마 꽃 타오르다 (2015년 1월 ~ 12월, NHK) - 테라시마 츄자부로 역
- HEAT (2015년 7월 ~ 9월, 칸사이 TV) - 토도로키 슈이치 역
- HiGH&LOW~THE STORY OF S.W.O.R.D.~ (2015년 10월 ~ 12월, 닛폰 TV) - 야마토 역
  - HiGH&LOW Season2 (2016년 4월 ~ 6월)

### 영화
- 키리시마, 동아리 활동 그만둔대 (2012년, 쇼게이트) - 쿠보 코스케 역
- 아라구레 (2012년) - 주연·히무로 세이야 역
  - 아라구레 II ROPPONGI v.s. SHIBUYA (2014년)
- 사죄의 왕 (2013년, 토호) - 에리토 역
- 세븐 데이즈 리포트 (2014년) - 슈고 역
- 스트레이어즈 크로니클 (2015년, 워너 브라더스 영화) - 소우 역
- 늑대 소녀와 흑왕자 (2016년, 워너 브라더스 영화) - 카미야 노조미 역
- ROAD TO HiGH&LOW (2016년 5월 7일, 쇼치쿠) - 야마토 역
  - HiGH&LOW THE MOVE (2016년 7월 16일)
  - HiGH&LOW THE RED RAIN (2016년 10월 8일)
- 도쿄 구울 (2017년, 쇼치쿠) - 아몬 코타로 역
- 도쿄 리벤저스 (2021년 7월 9일) - 키요미즈 마사타카 역
  - 도쿄 리벤저스2 전편 '운명' (2023년 4월 21일)
  - 도쿄 리벤저스2 전편 '결전' (2023년 6월 30일)

### CM
- 에스테이트 24 홀딩스 (2012년)
- NTT docomo 〈d fashion〉 (2013년)
- 스미토모 생명 (2013년)
- 이치코시 관광 주식회사 (2014년)
- 아오야마 상사 양복 아오야마 (2015년)

### 뮤직 비디오
- 3대째 J Soul Brothers 〈FIGHTERS〉 (2011년)
- DOBERMAN INFINITY 〈Do or Die〉 (2016년)